# Coroisânmărtin
Coroisânmărtin é uma comuna romena localizada no distrito de Mureș, na região histórica da Transilvânia. A comuna possui uma área de 27.39 km² e sua população era de 1484 habitantes segundo o censo de 2007.